# One (Црна Гора)
One Crna Gora d. o. o. је телекомуникациони оператор у Црној Гори. Компанија је део предузећа 4iG са седиштем у Будимпешти. Основан је 1996. године као Промонте, након чега је име промењено у Теленор, док је 2022. назив промењен у One.

## Историјат
Првобитно основана као заједничка фирма ПТТ саобраћаја Црне Горе и конзорцијума ETL за успостављање прве мобилне мреже у Црној Гори под називом ПроМонте. Од 2004. у 100% власништву је Теленор групе. Године 2010. мења назив у Теленор Црна Гора.

## Подаци о мобилној мрежи
Теленор има лиценцу за рад GSM, 3G и WiMAX мреже на подручју Црне Горе.